# Distretto di Ulubey (Ordu)
Il distretto di Ulubey (in turco Ulubey ilçesi) è uno dei distretti della provincia di Ordu, in Turchia.